# 上加納山タワー
上加納山タワー（かみかのうやまタワー）は、岐阜県岐阜市の金華山（設置場所は岐阜城南西側の上加納山）に置かれている岐阜県南部地域向けに電波を発射するテレビ・FM放送用電波塔である。岐阜県内向け放送の親局であり、県域放送を行う各社が共同で運営している。愛称は「トワ・エ・モワタワー」（2008年命名）。
上加納山には本タワーの他に北東約430m岐阜城寄りにNHK岐阜放送局の電波塔もあり、FM放送とデジタルテレビ放送を送信している（NHK岐阜放送局上加納放送所：北緯35度25分30.8秒 東経136度46分21.3秒 / 北緯35.425222度 東経136.772583度）。本項では併せて記載する。

## 概要
金華山の南西、瑞龍寺山（通称：水道山、標高156m）の山頂から約50m北（鶯谷トンネルの直上付近）に位置する、標高138m（岐阜県岐阜市上加納山4712-1）に所在する。電波塔の高さは約65m。NHK岐阜放送局上加納放送所は、本タワーから北東へ約430m離れた標高178.7m（岐阜県岐阜市上加納山4716-49）に所在する。なお、どちらの電波塔から送信された電波も、北東方向は金華山の山影によって遮られるため、金華山とは長良川を挟んで対岸の長良地区は長良テレビ中継局がカバーしている。
1967年、テレビ放送開始の1年前に建設された。1968年8月12日、地上アナログテレビ放送（GBS岐阜放送：JOZF-TV）放送開始。2001年4月1日、FM放送（岐阜エフエム放送：現・エフエム岐阜）放送開始。2005年4月1日、地上デジタルテレビ放送（GBS岐阜放送：JOZF-DTV）放送開始。2018年3月10日、FM補完放送（岐阜放送ラジオ・ワイドFM）放送開始。
2000年から水銀灯によるライトアップを開始。点灯時間は18時頃から23時まで。2018年3月に水銀灯からLED照明に更新されて、より明るく、安定して点灯するようになった（LED照明数：約30cm×20cm×12個）。
2008年、愛称が「トワ・エ・モワタワー」と命名された。「トワ・エ・モワ（Toi et Moi）」はフランス語で「あなたと私」を意味する。
上加納山タワーは高さが約65mあるため、航空法（昭和27年法律第231号）及び航空法施行規則（昭和27年運輸省令第56号）に基づき、昼間障害標識として東京タワーと同様に黄赤（インターナショナルオレンジ）と白に塗り分けられている。なお、NHK上加納放送所の電波塔は60m以下のため、塗装はグレーである。

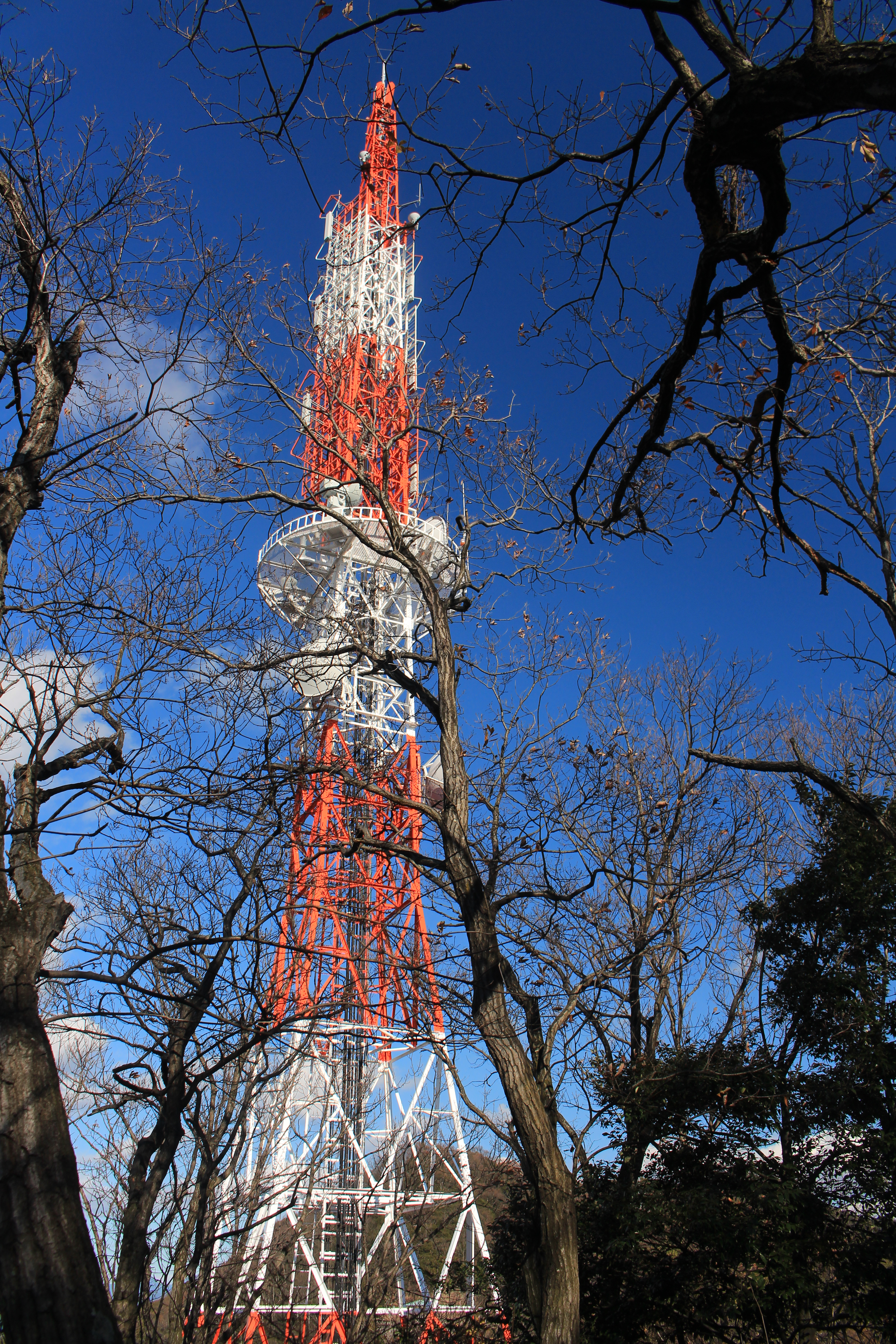
直近より撮影した上加納山タワー
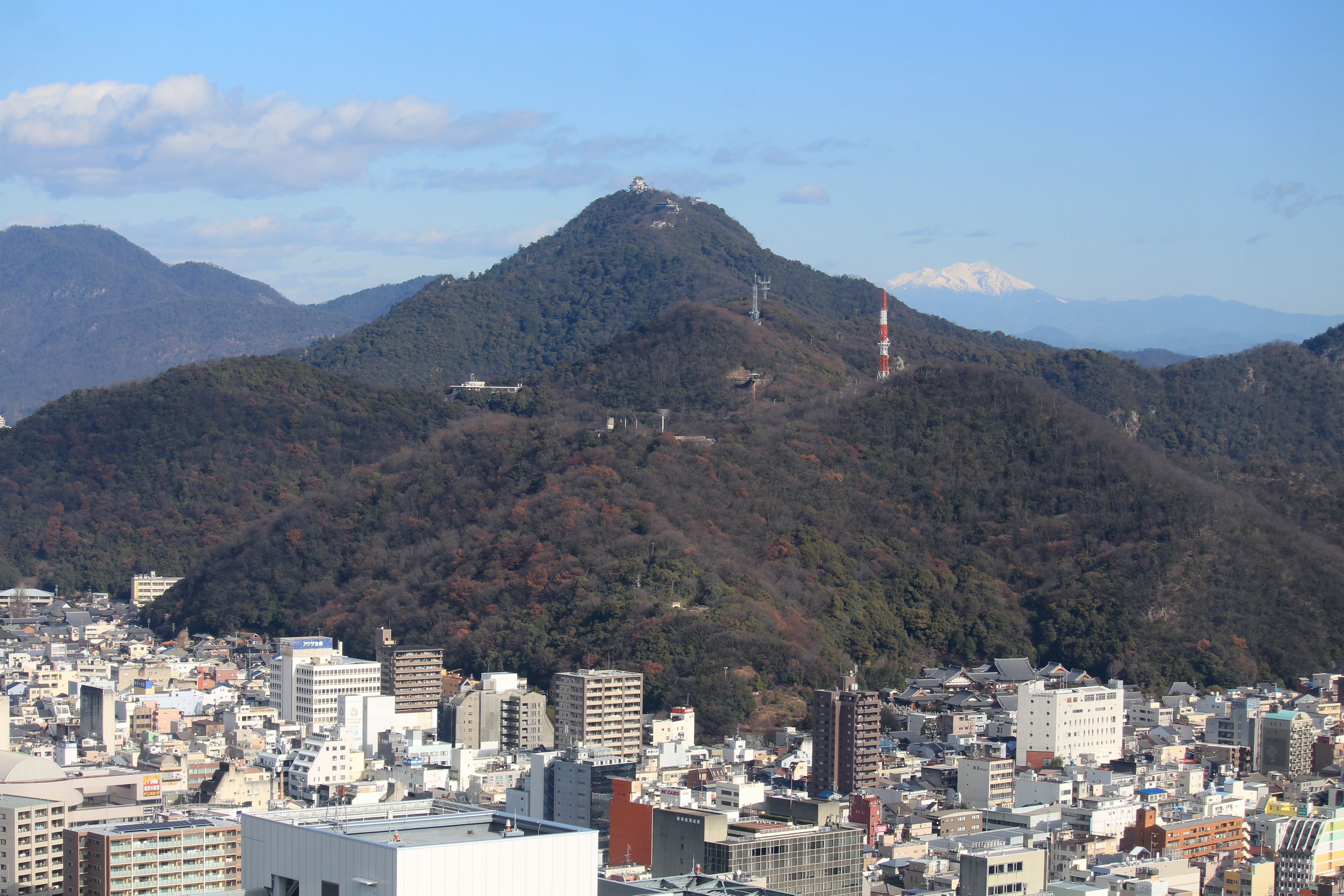
中央のグレーの電波塔がNHK上加納放送所

## 放送局一覧
- GBS岐阜放送／岐阜放送ラジオ（FM補完中継局）（通称：ぎふチャン）
  - 岐阜放送ラジオの親局送信所は岐阜市曽我屋に設置されている。
- エフエム岐阜（FM GIFU）
- シティエフエムぎふ（コミュニティFM局。通称：FMわっち）
- NHK岐阜放送局（総合テレビ・FM放送）

## 送信されている放送

### デジタルテレビ放送
| リモコン キーID | 放送局名                       | コールサイン | 物理 チャンネル | 周波数（MHz） | 空中線電力 | 最大実効 輻射電力 | 放送対象地域 | 放送区域 内世帯数 | 偏波面   | 開局日        |
| --------------- | ------------------------------ | ------------ | --------------- | ------------- | ---------- | ----------------- | ------------ | ----------------- | -------- | ------------- |
| 3               | NHK岐阜 総合                   | JOOP-DTV     | 29              | 569.142857    | 500 W      | 1.35 kW           | 岐阜県南部   | 約58万世帯        | 水平偏波 | 2004年11月1日 |
| 8               | GBS岐阜放送 愛称「ぎふチャン」 | JOZF-DTV     | 30              | 575.142857    | 500 W      | 1.45 kW           | 岐阜県南部   | 56万8835世帯      | 水平偏波 | 2005年4月1日  |

### FMラジオ放送
| 周波数 （MHz） | 放送局名                             | コールサイン     | 空中線電力 | 最大実効 輻射電力 | 放送対象地域 | 放送区域 内世帯数 | 偏波面   | 開局日        |
| -------------- | ------------------------------------ | ---------------- | ---------- | ----------------- | ------------ | ----------------- | -------- | ------------- |
| 78.5           | シティエフエムぎふ 愛称「FMわっち」  | JOZZ6AP-FM       | 20 W       | 49 W              | 岐阜市       | 約6万8000世帯     | 水平偏波 | 2002年7月7日  |
| 80.0           | FM GIFU エフエム岐阜                 | JOXV-FM          | 1 kW       | 8.3 kW            | 岐阜県南部   | 57万1682世帯      | 水平偏波 | 2001年4月1日  |
| 83.6           | NHK岐阜 FM                           | JOOP-FM          | 1 kW       | 9.3 kW            | 岐阜県南部   | 約53万世帯        | 水平偏波 | 1971年3月26日 |
| 90.4           | GBS岐阜放送 愛称「ぎふチャンラジオ」 | （FM補完中継局） | 1 kW       | 8.3 kW            | 岐阜県南部   | 約70万世帯        | 水平偏波 | 2018年3月10日 |

## 送信が終了した放送

### アナログテレビ放送
| 放送局名                       | コールサイン | チャンネル | 空中線電力          | ERP                   | 放送対象地域 | 放送区域 内世帯数 | 偏波面   | 開局日        | 放送終了日    |
| ------------------------------ | ------------ | ---------- | ------------------- | --------------------- | ------------ | ----------------- | -------- | ------------- | ------------- |
| GBS岐阜放送 愛称「ぎふチャン」 | JOZF-TV      | 37         | 映像5kW/ 音声1.25kW | 映像14.5kW/ 音声3.6kW | 岐阜県南部   | 49万2403世帯      | 水平偏波 | 1968年8月12日 | 2011年7月24日 |
| NHK岐阜 総合                   | JOOP-TV      | 39         | 映像5kW/ 音声1.25kW | 映像13.5kW/ 音声3.4kW | 岐阜県南部   | 約46万世帯        | 水平偏波 | 1973年2月17日 | 2011年7月24日 |

- GBS岐阜放送は、日本初の「UHF民放親局」である。

## 歴史

### デジタルテレビ
- NHK岐阜総合
  - 2004年11月1日 - 放送開始
- GBS岐阜放送
  - 2005年4月1日 - 放送開始

### FMラジオ
- NHK岐阜FM
  - 1971年3月26日 - 開局
- FM GIFU (エフエム岐阜)
  - 2001年4月1日 - 開局
- FMわっち
  - 2002年7月7日 - 開局
- ぎふチャンラジオ（岐阜放送／FM補完中継局）
  - 2018年3月10日 - 開局

### アナログテレビ
- 1968年8月12日 - GBS岐阜放送 開局。
- 1973年2月17日 - NHK岐阜総合 開局。
- 2011年7月24日 - 正午をもって放送終了し、デジタルテレビ放送に完全移行した。

## 備考
- 南側には濃尾平野が広がり、山などの遮るものが少ないため、愛知県側（一宮市など木曽川南岸沿い）からでも姿を確認できるが、テレビ放送については、岐阜県外（とくに愛知県）に電波が飛ばないよう（スピルオーバー）、南側は南西方向（海津市方面）への指向性が設けられている。
- NHK Eテレについては、岐阜県全域がNHK名古屋放送局のエリアとなっており、岐阜県内のNHK Eテレの中継局は全て名古屋局の中継局であり、金華山以南については瀬戸デジタルタワーのエリアである。CBCテレビ、東海テレビ放送、名古屋テレビ放送（メ〜テレ）、中京テレビ放送の4局についても同様である。アナログテレビはVHF帯のNHK、CBC、東海テレビ、メ〜テレの各局が名古屋テレビ塔から、アナログUHFで放送していた中京テレビとテレビ愛知の電波は、中京テレビ旧本社敷地内の東山タワーから、それぞれ送出されていた。
- 岐阜放送は日本初の民放親局UHF局であることから、当送信所からの初代送信アンテナが同社で保管されている。これは岐阜日日新聞（現・岐阜新聞）の記事にもなった。

## 受信先
- 土岐南中継局
- 中津川中継局
- 中濃テレビ中継局
- 大洞緑テレビ中継局
- 日野サテライト ほか